# Reino Unido en los Juegos Paralímpicos de Tokio 1964
El Reino Unido estuvo representado en los Juegos Paralímpicos de Tokio 1964 por un total de 44 deportistas, 30 hombres y 14 mujeres.

## Medallistas
El equipo paralímpico británico obtuvo las siguientes medallas:
| Nombre | Deporte                       | Evento                                                  |
| --- | ----------------------------- | ------------------------------------------------------- |
| Oro |                               |                                                         |
| Carol Bryant | Atletismo                     | Carrera de velocidad baja silla de ruedas T10 femenino  |
| Carol Bryant | Atletismo                     | Eslalon clase abierta femenino                          |
| Dick Thompson | Atletismo                     | Jabalina A masculino                                    |
| Dick Thompson | Atletismo                     | Maza A masculino                                        |
| Cyril Thomas | Esgrima en silla de ruedas    | Florete individual novel masculino                      |
| J. Redgwick | Halterofilia                  | Peso pluma masculino                                    |
| P. Foulds | Natación                      | 50 m braza completa clase 4 femenino                    |
| P. Foulds | Natación                      | 50 m libre prono completo clase 4 femenino              |
| P. Foulds | Natación                      | 50 m libre supino completo clase 4 femenino             |
| V. Forder | Natación                      | 50 m libre supino completo clase 3 femenino             |
| D. Ellis | Natación                      | 25 m libre prono completo clase 2 masculino             |
| D. Ellis | Natación                      | 25 m libre supino completo clase 2 masculino            |
| W. Thornton | Natación                      | 50 m braza completa clase 3 masculino                   |
| Michael Shelton | Snooker                       | Paraplejia clase abierta masculino                      |
| Gwen Buck Susan Masham | Tenis de mesa                 | Dobles B femenino                                       |
| T. Taylor | Tenis de mesa                 | Individual A2 masculino                                 |
| P. Lyall | Tenis de mesa                 | Individual B masculino                                  |
| M. Beck T. Taylor | Tenis de mesa                 | Dobles A2 masculino                                     |
| Plata |                               |                                                         |
| D. Pickering | Atletismo                     | Maza B masculino                                        |
| Dick Thompson | Atletismo                     | Peso A masculino                                        |
| Brian Bennett Brian Dickerson Ronnie Foster Frank Gilbertson Jimmy Gibson Paddy Moran Bill Shiels George Swindlehurst Dick Thompson | Baloncesto en silla de ruedas | Torneo clase A masculino                                |
| V. Forder S. Jones Dick Thompson | Esgrima en silla de ruedas    | Florete por equipos femenino                            |
| T. Palmer | Halterofilia                  | Peso medio masculino                                    |
| Susan Masham | Natación                      | 25 m braza completa clase 2 femenino                    |
| Susan Masham | Natación                      | 25 m libre prono completo clase 2 femenino              |
| Susan Masham | Natación                      | 25 m libre supino completo clase 2 femenino             |
| V. Forder | Natación                      | 50 m braza completa clase 3 femenino                    |
| V. Forder | Natación                      | 50 m libre prono completo clase 3 femenino              |
| J. Laughton | Natación                      | 50 m libre supino completo clase 3 femenino             |
| S. Miles | Natación                      | 25 m braza incompleta clase 1 masculino                 |
| D. Ellis | Natación                      | 25 m braza completa clase 2 masculino                   |
| B. Dickinson | Natación                      | 50 m braza completa clase 4 masculino                   |
| P. Newman | Natación                      | 50 m libre prono clase especial masculino               |
| G. Williams | Natación                      | 50 m libre prono incompleta clase 3 masculino           |
| W. Thornton | Natación                      | 50 m libre supino completo clase 3 masculino            |
| Susan Masham | Tenis de mesa                 | Individual B femenino                                   |
| M. Cooper Dick Thompson | Tenis de mesa                 | Dobles C femenino                                       |
| M. Beck | Tenis de mesa                 | Individual A2 masculino                                 |
| Jimmy Gibson George Swindlehurst | Tenis de mesa                 | Dobles C masculino                                      |
| V. Forder | Tiro con arco                 | Ronda Albion clase abierta femenino                     |
| D. Legge-Willis | Tiro con arco                 | Ronda Columbia clase abierta femenino                   |
| Bronce |                               |                                                         |
| V. Forder | Atletismo                     | Disco C femenino                                        |
| J. Laughton | Atletismo                     | Maza A femenino                                         |
| R. Harvey | Atletismo                     | Maza B femenino                                         |
| Dick Thompson | Atletismo                     | Carrera de velocidad alta silla de ruedas T10 masculino |
| Dick Thompson | Atletismo                     | Pentatlón 1 masculino                                   |
| R. Rowe | Atletismo                     | Maza C masculino                                        |
| B. Dickson J. Shipman Cyril Thomas                                                                                                  | Esgrima en silla de ruedas    | Espada por equipos masculino                            |
| D. Pickering | Halterofilia                  | Peso medio masculino                                    |
| R. Rowe | Halterofilia                  | Peso pesado masculino                                   |
| M. Gibbs | Natación                      | 50 m braza cauda equina femenino                        |
| J. Laughton | Natación                      | 50 m braza completa clase 3 femenino                    |
| S. Miles | Natación                      | 25 m libre prono incompleto clase 1 masculino           |
| S. Miles | Natación                      | 25 m libre supino incompleto clase 1 masculino          |
| B. Dickinson | Natación                      | 50 m libre supino completo clase 4 masculino            |
| L. Halford | Natación                      | 50 m libre supino clase especial masculino              |
| S. Jones C. Tetley | Tenis de mesa                 | Dobles B femenino                                       |
| Jimmy Gibson | Tenis de mesa                 | Individual C masculino                                  |
| P. Lyall M. Stewart | Tenis de mesa                 | Dobles B masculino                                      |
| R. Irvine | Tiro con arco                 | Ronda FITA clase abierta femenino                       |
| C. Tetley | Tiro con arco                 | Ronda Columbia clase abierta femenino                   |